# HIP 41378
HIP 41378 (BD+10°1799 или EPIC 211311380) — звезда в созвездии Рака. Находится на расстоянии ок. 378 св. лет от Солнца. Вокруг звезды обращаются, как минимум, пять планет.
Впервые звезда упоминается в звёздном каталоге Bonner Durchmusterung (BD), составленном под руководством немецкого астронома Ф. Аргеландера в 1850—1860-х годах, под наименованием BD+10°1799.

## Характеристики
HIP 41378 представляет собой звезду видимой звёздной величины 8,93m, то есть, невидимую невооружённым глазом. Это жёлто-белый карлик главной последовательности спектрального класса F8, имеющий массу и радиус равные 1,15 и 1,4 солнечных соответственно. Температура её поверхности составляет приблизительно 6199 кельвинов, светимость в 3 раза превышает яркость Солнца.

## Планетная система
В июне 2016 года было объявлено об открытии пяти планет в системе. Открытие было совершено благодаря данным, полученным орбитальным телескопом Кеплер в ходе расширенной миссии К2.
Массы планет пока неизвестны, а их радиусы равны 2,9, 2,6, 4,0, 5,5 и 10,2 радиусов Земли. Планеты b и c вращаются близко к родительской звезде и совершают полный оборот за 15 и 31 сутки соответственно. Периоды обращения трёх других планет (d, e, f) пока неизвестны, так как у них найдено только по одному транзиту. Планета f представляет собой газовый гигант и, по-видимому, по своим свойствам похожа на Юпитер. Ниже представлена сводная таблица характеристик всех планет.